# 大三巴哪吒廟

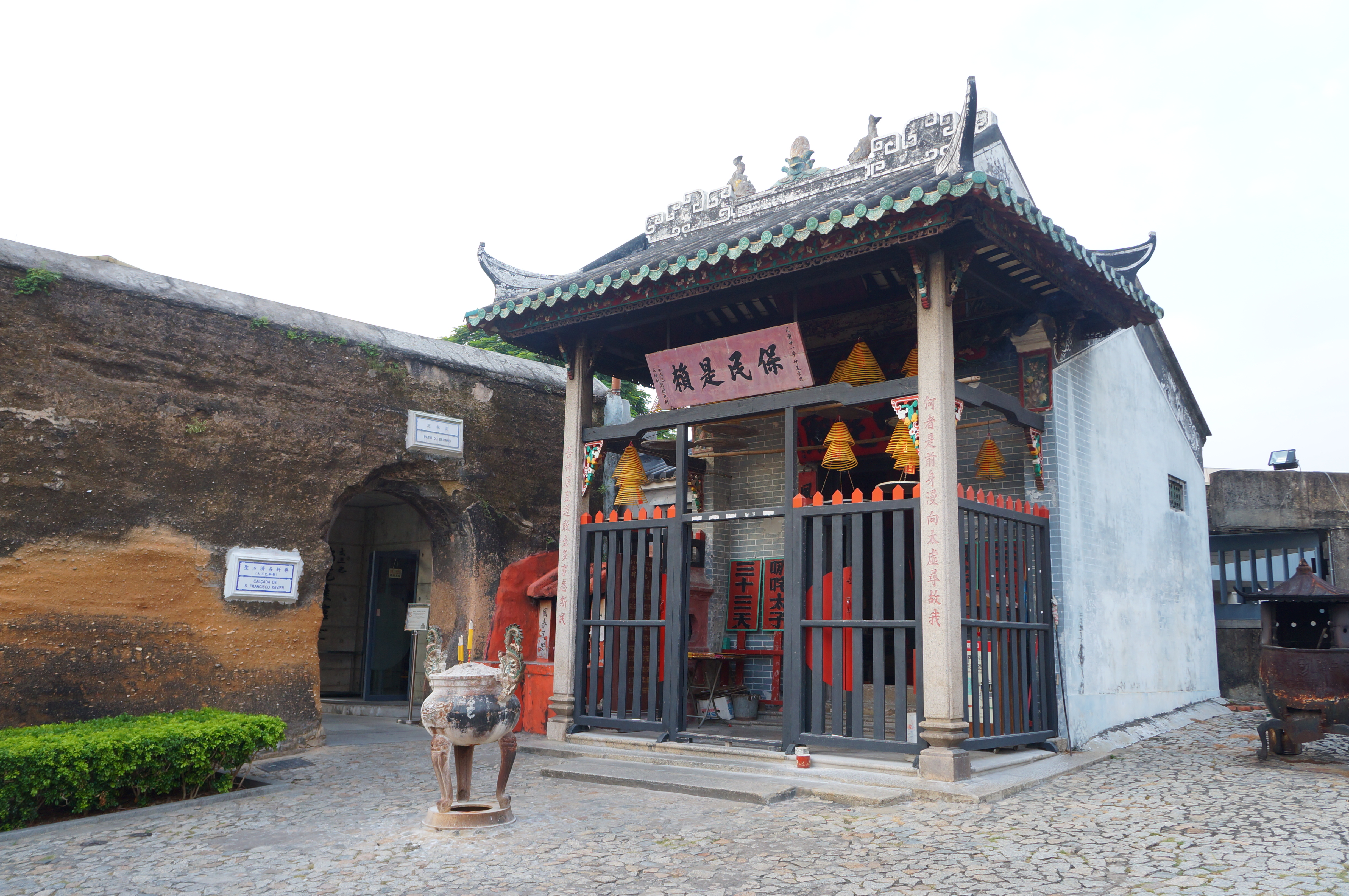
哪吒廟外貌

大三巴哪吒廟位於澳門大三巴牌坊右側，聖方濟各斜巷與茨林圍交界，為澳門現存兩座哪吒廟之一。大三巴哪吒廟常被視為澳門中西文化和恰相處之象徵，2005年成為澳門歷史城區的一部份。其門前是另一文物舊城牆遺址。

## 沿革
創建於1888年，改建於清光緒廿七年（1901年），政府也於1995年及2000年曾經維修此廟，即是清洗及修補廟頂、粉飾牆壁及裝飾物，更換部分朽壞木構件。建廟前，澳門瘟疫流行，死人無數，該區坊眾以本區並無神廟壓邪，乃與柿山坊眾商議，擬請柿山之哪吒神來大三巴，建廟奉祀，但遭反對，屢洽不果，於是自行建廟。

## 建築特色
哪吒廟與大三巴牌坊同在一山坡上，依附在舊城牆一側，建築深8.4米，寬4.51米，為兩進式建築，但中間沒有天井，是傳統中式廟宇中較罕見的例子。建築主要由相連的門廳及正殿組成，正殿進深5米，四面牆體均以青磚築建而成，青磚表面抹灰並重新劃上磚線，屋頂為傳統硬山式，正脊高5米，檐口高3米多，整體主要以灰色為主，除山牆上有少許草尾點綴外，一般不作裝飾。
正殿入口前是哪吒廟之門廳，它是一歇山式建築，由於缺少了天井這過渡空間，其部分屋頂重疊於正殿屋頂上。門廳三周不砌牆，只以黑色木欄柵圍繞。整個屋頂之重量，由正面兩條石立柱及插入正殿山牆之木樑承托，建築正脊有鰲魚及寶珠襯托，垂脊呈飛檐狀。建築整體裝飾簡約，即使裝飾最多的地方，也只是位於兩重疊屋頂間之空間裏，整體風格內歛平實。
哪吒廟與周圍建築相比，像一個建築小品，它不和舊城牆及大三巴牌坊競爭墩厚和雄偉，而是通過簡單裝飾材料以不同的虛實對比手法，體現其輕巧別緻的形象。